# جون سيكلز
جون سيكلز (من مواليد 5 يناير 1968) هو لاعب بيسبول أمريكي متخصص في دوري البيسبول الصغير وبيسبول الهواة. حصل على درجة البكالوريوس في التاريخ والفلسفة من جامعة شمال غرب ولاية ميسوري عام 1990، ودرجة الماجستير في التاريخ من جامعة كانساس عام 1993. يقيم في كانساس مع زوجته جيري. لديه ولدان، نيكولاس وجاكسون.
عمل كمساعد باحث للكاتب الشهير في مجال البيسبول بيل جيمس من عام 1993 حتى عام 1996. من عام 1996 إلى عام 2005، كان سيكلز كاتب عمود في موقع إي إس بي إن، حيث كان يكتب بانتظام أعمدة تتناول نظرة متعمقة إلى آفاق البيسبول.
انفصل سيكلز عن ESPN في فبراير 2005 وسرعان ما بدأ بعد ذلك مدونته الخاصة وهي جزء من إمبراطورية فوكس ميديا وإس بي نايشن. كان سيكلز في السابق مساهمًا منتظمًا في موقع RotoWire للرياضات الخيالية ولا يزال من الممكن سماعه أحيانًا في البودكاست الخاص بالموقع.
يكتب سكيلز ويحرر كتاب Baseball Prospect Book السنوي، والذي يعرض سيرة حوالي 1000 لاعب في الدوريات الصغيرة للبيسبول، وهو متاح فقط من خلال موقعه الشخصي مباشرة. يحظى الكتاب بشعبية كبيرة، ولكن بعض النسخ المباعة لا تزال متاحة بتنسيق PDF عبر موقعه على الويب. كما كتب في عام 2004 سيرة ذاتية للاعب البيسبول الشهير بوب فيلر بعنوان بوب فيلر: بطل الجيل الأعظم.
كتب سيكلز أيضًا الشعر والخيال العلمي، كما نُشرت له عدة كتب لعب أدوار ضمن نظام لعبة Star Fleet Universe، وهو فرع من ستار تريك.

## روابط خارجية
- الموقع الشخصي لجون سيكلز
- مدونة جون سيكلز للبيسبول
- جون سيكلز على روتواير